# Новиков, Владимир Николаевич
Влади́мир Никола́евич Но́виков (23 ноября [6 декабря] 1907, Крестцы, Новгородская губерния — 21 июля 2000, Москва) — советский государственный и хозяйственный деятель, депутат Верховного Совета СССР 1, 5—10-го созывов, член ЦК КПСС (1961—1981), генерал-майор инженерно-артиллерийской службы (1944), Герой Социалистического Труда (1942).

## Образование
- 1928 — окончил Новгородский индустриальный механический техникум
- 1934 — окончил Ленинградский военно-механический институт

## Биография
Родился в городе Крестцы Новгородской губернии в семье фельдшера местной больницы Николая Фёдоровича Суродина и учительницы Марии Фёдоровны. Через несколько лет отец ушёл из семьи. Вскоре после революции мать вышла замуж за Николая Ивановича Новикова, учителя русского языка и литературы, бывшего активиста партии социалистов-революционеров. Владимир и его сестра Валентина были усыновлены отчимом и получили его фамилию.
Высокорослый и атлетичный, Владимир в юношестве любил заниматься физкультурой, организовывал соревнования. В старших классах вступил в комсомол. Окончив школу, он хотел поступить в Ленинградский институт физкультуры, но там ему было отказано из-за непролетарского социального происхождения. Владимир поступил в Новгородский машиностроительный техникум.
В 1926 году В. Н. Новиков был направлен на Ижевский оружейный и сталеделательный завод, где работал конструктором-чертёжником отдела труда и зарплаты, затем был переведён в заводскую лабораторию. Там он работал под руководством инженера Н. А. Сафронова, вместе с которым он изобрёл новый способ нарезки канавок в стволах стрелкового оружия, позволивший поднять производительность труда в несколько раз. Одновременно В. Н. Новиков занимался общественной работой, в 1931 году принят кандидатом в члены ВКП(б), в 1934 году заочно окончил ижевский филиал Ленинградского военно-механического института.
1928—1939 — работал в оборонной промышленности (техник по нормированию, конструктор, заведующий сектором технических кадров отдела кадров, инженер лаборатории металлообработки, заместитель начальника лаборатории, начальник лаборатории, начальник технического отдела и главный технолог (с 1937 года), главный инженер — первый заместитель директора завода № 180 Наркомата оборонной промышленности в Ижевске.
1939—1941 — директор завода № 74 Наркомата вооружений в Ижевске.
1941—1948 — заместитель наркома (министра) вооружения СССР.
Указом Президиума Верховного Совета СССР «О присвоении звания Героя Социалистического Труда товарищам Быховскому А. И., Ванникову Б. Л., Гонор Л. Р., Еляну А. С., Новикову и Устинову Д. Ф.» от 3 июня 1942 года «за выдающиеся заслуги в деле организации производства, освоение новых видов артиллерийского и стрелкового вооружения и умелое руководство заводами» удостоен звания Героя Социалистического Труда с вручением ордена Ленина и золотой медали «Серп и Молот».
18 ноября 1944 года Постановлением Совнаркома СССР В. Н. Новикову присвоено воинское звание генерал-майора инженерно-артиллерийской службы.
1948—1953 — член Комитета по радиолокации при Совете Министров ССР, одновременно директор Научно-исследовательского института № 61 Министерства оборонной промышленности СССР в Московской области.
1953—1954 — начальник 10-го, затем 5-го Главного управления Министерства оборонной промышленности СССР; в 1954—1955 — заместитель Министра оборонной промышленности СССР; в 1955—1957 — первый заместитель Министра общего машиностроения СССР.
1957—1958 — председатель совнархоза Ленинградского экономического административного района — министр РСФСР.
В 1958—1960 годы — первый заместитель Председателя Совета Министров РСФСР (7.5.1958 — 16.4.1959), заместитель Председателя Совета Министров РСФСР (16.4.1959 — 11.5.1960), Председатель Госплана РСФСР (7.5.1958 — 11.5.1960).
1960—1962 — заместитель Председателя Совета Министров СССР, Председатель Госплана СССР.
июль — ноябрь 1962 — представитель СССР в Совете экономической взаимопомощи.
1962—1965 — председатель Комиссии Президиума Совета Министров СССР по вопросам СЭВ — министр СССР.
1965—1965 — Председатель ВСНХ СССР.
1965—1980 — заместитель Председателя Совета Министров СССР.
Член ЦК КПСС (1961—1981). Депутат Совета национальностей Верховного Совета СССР 1-го созыва (от Удмуртской АССР, 1941—1946). Депутат Совета Союза Верховного Совета СССР 5-го (от Ленинградской области, 1958—1962), 6-10-го созывов (от Брестской области, 1962—1984). Депутат (от Башкирской АССР) Верховного Совета РСФСР 5-го созыва (1959—1963).

## Награды
- Герой Социалистического Труда (03.06.1942)
- шесть орденов Ленина (03.06.1942, 05.08.1944, 05.12.1957, 03.12.1967, 26.11.1971, 05.12.1977)
- орден Кутузова 1-й степени (16.09.1945)
- орден Кутузова 2-й степени (18.11.1944)[15].
- орден Трудового Красного Знамени (06.12.1949)

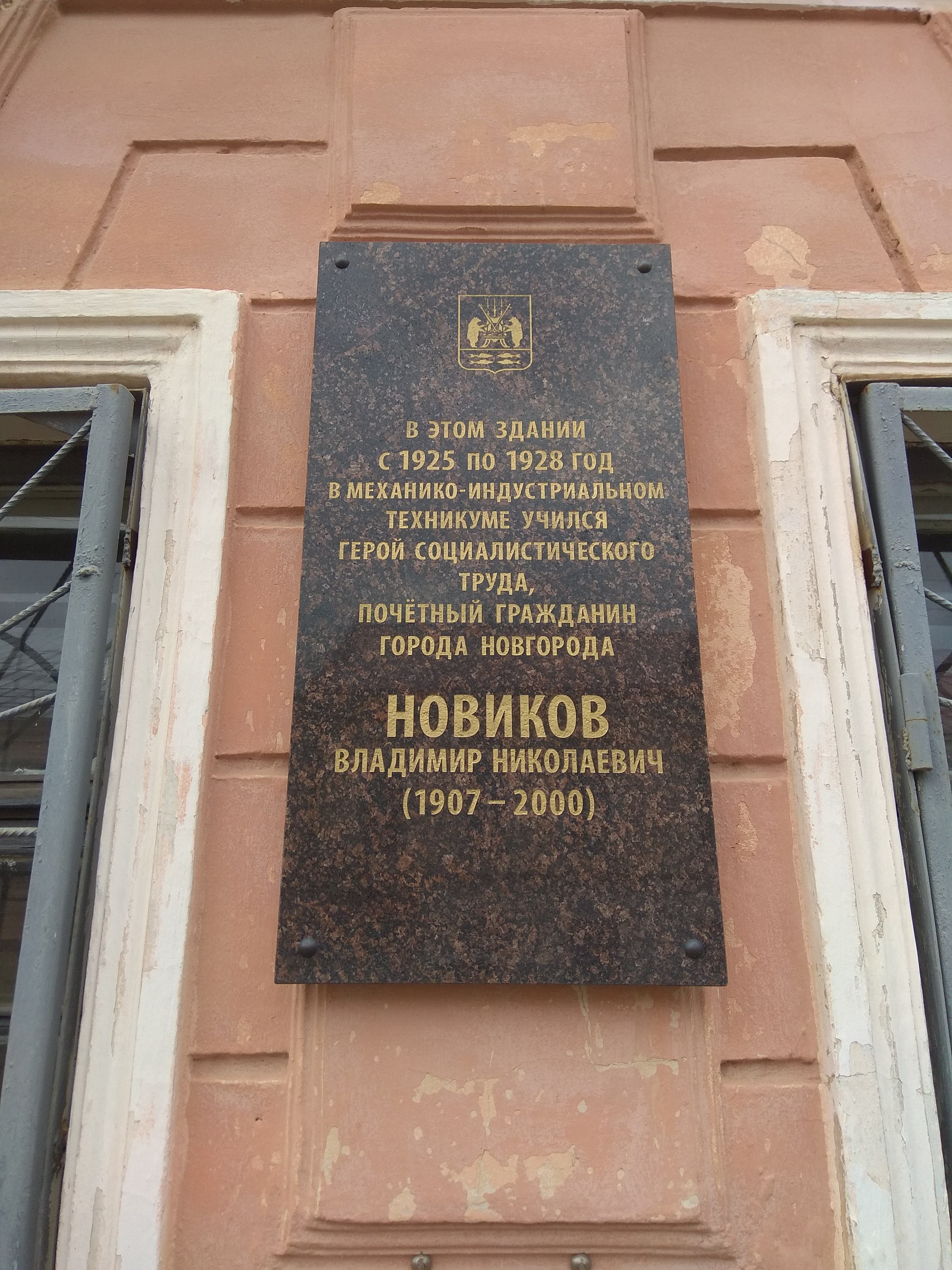
Памятная доска на доме 3/22 по Ильине улице в Великом Новгороде

- орден Красной Звезды (8.08.1939)

## Сочинения
- Новиков В. Н. Накануне и в дни испытаний / Литературная запись Ж. В. Таратуты. — М,: Политиздат, 1988. — 398 с. — 200 000 экз. — ISBN 5—250—00232—3.
- Новиков В. Н. Оружие воздушного боя. // Военно-исторический журнал. — 1988. — № 8. — С.56-61.